# 南京大学 (小惑星)
南京大学（ナンチンターシュエ、ナンキンだいがく、3901 Nanjingdaxue）は小惑星帯に位置する小惑星。中国南京郊外の紫金山天文台で発見された。
南京大学の前身である三江師範学堂の創立から2002年で100周年となることを記念して、2001年8月に命名された。